# Чубатый плодоядный голубь
Чуба́тый плодоя́дный го́лубь (лат. Lopholaimus antarcticus) — вид птиц семейства голубиные. Образуют монотипический род чубатых плодоядных голубей (Lopholaimus).
Длина тела птицы 40—46 см. Обитает в лесах Австралии, гнездится на деревьях. Образует стаи.